# Йираскова 69
«Йи́раскова 69» (чеш. Jiráskova 69), другое название Стадион на улице Йираскова (чеш. Stadion v Jiráskově ulici) — футбольный стадион в Йиглаве, домашняя арена клуба «Высочина».

## Перепланировка
После того, как «Высочина» получила повышение в классе и вышла Gambrinus Лигу в 2005 году, началась работа над реконструкцией и увеличением стадиона, которая включала в себя увеличение сидячих мест, установку четырех прожекторных башен. Работа общей стоимостью 180 млн чешских крон была официально завершена в 2006 году, новая вместимость стадиона составила 4 025 зрителей. В октябре 2006 года был установлен рекорд посещаемости, когда состоялось открытие главной трибуны, вместившей 3 100 зрителей в матче против «Зенит» из Часлава, который «Высочина» выиграла со счетом 2:0.
Следующая реконструкция потребовалась, когда в 2012 году клуб снова вышел в элитный дивизион. На стадионе была установлена система автоматического подогрева почвы.